# Island Vibes
Island Vibes（アイランド・バイブス）は、2016年8月24日に発売のHAN-KUNの1枚目のコンセプトミニアルバム。発売元はトイズファクトリー。

## 概要
- 2014年に発売された「VOICE MAGICIAN IV 〜Roots&Future〜」から約2年1ヶ月ぶりのリリースで、今作はアイランド・ミュージックをテーマにしたコンセプトミニアルバムとしてのリリースとなる。
- CD2枚組になっており、DISC-2には横浜などを中心に活動するサウンドクルーDELTA FORCEが手掛けたMIX CD「HAN-KUN DANCEHALL MEGA MIX〜Don't Think, Just Feel…〜」を収録。
- 初回生産分封入特典として、世界にたった一つだけの「特製レコードプレイヤーとオリジナルTシャツ」が1名に当たる応募券を封入。

## 収録曲

### CD
1. Intro
（作曲・編曲：HAN-KUN）
2. Island Vibes
（作詞・作曲・編曲：HAN-KUN）
アルバムのタイトルにもなっている楽曲。
3. I Don't Care
（作詞・作曲・編曲：HAN-KUN）
4. Keep It Goin' On
（作詞・作曲・編曲：HAN-KUN）
5. Lovin' U
（作詞・作曲・編曲：HAN-KUN）
6. I&I
（作詞・作曲・編曲：HAN-KUN）
7. #IROIRO
（作詞：HAN-KUN / 作曲・編曲：HAN-KUN、中野定博）
本作のリードトラック曲。

### MIX CD
- HAN-KUN DANCEHALL MEGA MIX〜Don't Think, Just Feel…〜　mixed by DELTA FORCE

1. KEEP IT BLAZING (DUB MIX)
1stシングルのダブミックス。
2. Revolution (DUB MIX)
期間限定フリーダウンロードソング及び7thシングル「With me」のカップリング曲のダブミックス。
3. LYRICAL SOLDIER
3rdアルバム「VOICE MAGICIAN III 〜ROAD TO ZION〜」収録。
4. ROAD TO ZION
3rdアルバム「VOICE MAGICIAN III 〜ROAD TO ZION〜」収録。
5. RUB-A-DUB WARRIOR!!
2ndシングル「Don't Cry」のカップリング曲。
6. RESPECT
未発表曲。
7. BADDAZ
2ndアルバム「VOICE MAGICIAN II 〜SOUND of the CARIBBEAN〜」収録。
8. KEEP IT BLAZING
1stシングル。
9. REGGAE MAN
1stアルバム「VOICE MAGICIAN」収録。
10. Be Crazy
未発表曲。
11. MAGIC MOMENT
ライブDVD『MAGIC MOMENT SHOW CASE 2011』付属CD収録。
12. FIRE AGAIN
3rdアルバム「VOICE MAGICIAN III 〜ROAD TO ZION〜」収録。
13. Dancehall King
4thアルバム「VOICE MAGICIAN IV 〜Roots&Future〜」収録。
14. BIG IT UP!!
2ndアルバム「VOICE MAGICIAN II 〜SOUND of the CARIBBEAN〜」収録。
15. ハンパねぇ!!
4thアルバム「VOICE MAGICIAN IV 〜Roots&Future〜」収録。
16. FIRE BURNING
2ndアルバム「VOICE MAGICIAN II 〜SOUND of the CARIBBEAN〜」収録。
17. HOTTER THAN HOT
1stアルバム「VOICE MAGICIAN」収録。
18. REQUEST
1stアルバム「VOICE MAGICIAN」収録。
19. RIDE ON NOW
5thシングル「POSSIBLE/RIDE ON NOW」の2曲目。
20. EXPLOSION
3rdアルバム「VOICE MAGICIAN III 〜ROAD TO ZION〜」収録。
21. TOUCH THE SKY
3rdシングル
22. TONIGHT
配信限定シングル
23. SUN DANCER
配信限定シングル
24. To The Top
未発表曲。
25. Stronger (Rebellion) (feat. Voice Magician)
Monster Rionの配信シングル「R」収録。
26. Don't Think, Just Feel…
未発表曲。